# Boa Morte (São Tomé)
Boa Morte (dt.: „Guter Tod“) ist ein Stadtteil der Hauptstadt São Tomé auf der Insel São Tomé im Inselstaat São Tomé und Príncipe. 2012 wurden 3432 Einwohner gezählt.

## Geographie
Der Ort liegt im Westen der Stadt an der Estrada de Boa Morte, auf einem der Bergrücken, die sich nach Osten ans Meer heranschieben.